# Sleep Now in the Fire
Sleep Now in the Fire is een single van de Amerikaanse band Rage Against the Machine. Het is de tweede single van het album The Battle of Los Angeles en is uitgebracht in 2000. De videoclip werd geregisseerd door filmmaker Michael Moore en laat de band zien die voor de New York Stock Exchange op Wall Street spelen. Deze video werd in 2000 genomineerd voor Best Rock Video of the Year door MTV.

## Uitleg
Het nummer gaat over de invloed van het kapitalisme en de Verenigde Staten over de wereld. In de tekst staan vele verwijzingen over westerse gebeurtenissen zoals slavernij, de Amerikaanse regering en de kolonisatie.
De Niña, de Pinta en de Santa María waren de drie schepen die Christoffel Columbus gebruikte tijdens zijn ontdekking van het westelijk halfrond. The noose and the rapist betekent de strop en de verkrachter. Deze zin, evenals the fields overseer (overseer is iemand die op slaven let tijdens hun werk) refereert aan de slavernij in de Verenigde Staten. Agent Orange was een agressief ontbladeringsmiddel dat veel gebruikt werd in de Vietnamoorlog. The priest of Hiroshima refereert aan de priester die de Enola Gay inwijdde, het vliegtuig dat de atoombom op Hiroshima gooide.

## Videoclip
De videoclip voor Sleep Now in the Fire werd geregisseerd door Michael Moore, waarmee het de eerste keer was dat de band met Moore samenwerkte. De locatie van de video werd vastgesteld op de trappen van de Federal Building in New York, tegenover de New York Stock Exchange (NYSE). Moore koos voor deze locatie omdat hij het in het "hol van het beest" wilde filmen. De bandleden zetten hun benodigdheden op en speelden zesmaal het nummer, waarbij ongeveer 100 Rage Against the Machine-fans kwamen opdagen. Bij de zesde keer verscheen de politie.
De clip begint met een shot op de Wall Street-beurs met de melding dat op maandag verschillende records zijn gebroken en op dinsdag dat Rage Against the Machine niet op Wall Street zal spelen (met de toenmalige burgemeester van New York, Rudolph Giuliani, in beeld). Dan, op woensdag, is de band toch te zien op een klein podium dat voor de hoofdingang van de NYSE staat. Als de band speelt, zijn verschillende politieagenten actief om de boel te bedaren. In het publiek staan veel mensen mee te springen op de muziek, waaronder zakenmensen die op Wall Street werken. Acteur Garrett Wang is ook kort te zien in het publiek.

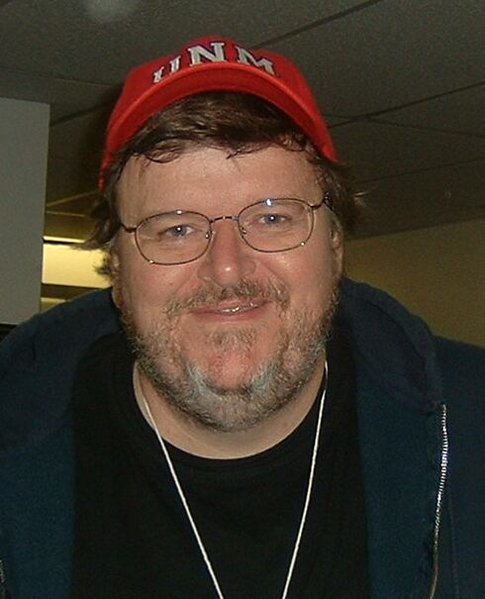
Michael Moore

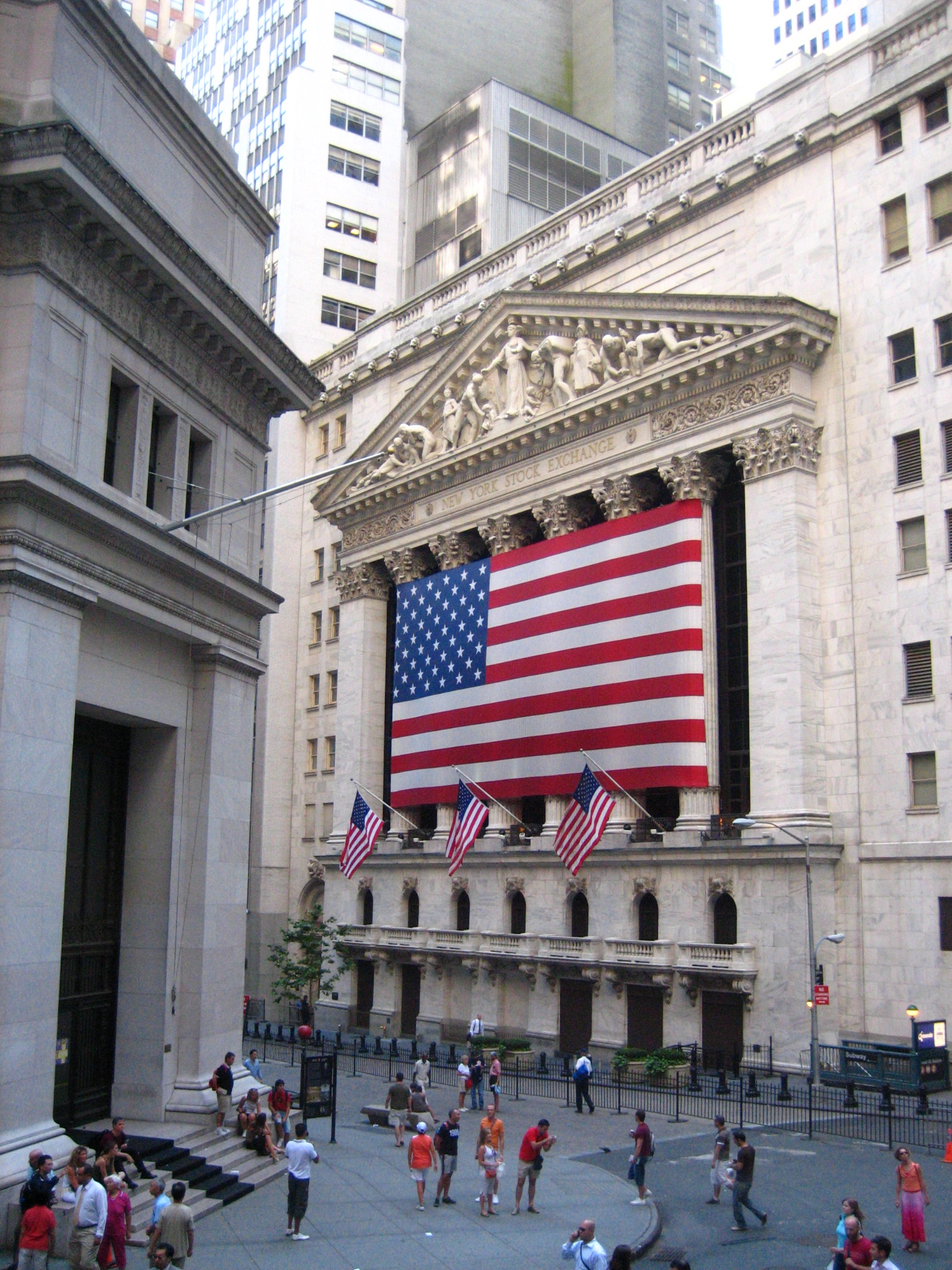
Wall Street was het decor voor de videoclip van Sleep Now in the Fire.

Tegelijkertijd met het spelen van de band zijn fragmenten te zien van een tv-programma genaamd “Who Wants To Be Filthy F#&%ing Rich”. Dit is een parodie op de Amerikaanse spelshow Who Wants to Be a Millionaire?. De volgende (ironische) vragen werden tijdens de show gesteld:
Welke letter komt na "A"?
A:"B"
B:"Q"
Hoeveel Amerikanen hebben geen ziektekostenverzekering?
A: 45 miljoen
B: Een paar ouderen
De 10 % rijkste mensen in Amerika bezitten...
A: 80% van alle rijkdommen
B: Connecticut
Vrouwen maken...
A: 30% minder inkomsten dan mannen
B: baby's
Hoeveel mensen verdienen minder dan $1 per dag wereldwijd?
A: 1 miljard
B: onmogelijk!
Hoeveel Amerikanen leven onder de armoedegrens?
A: 35 miljoen
B: welke armoede?
Per vraag is een andere kandidaat te zien.Op het eind wint een oudere donkere man in een zwerversjas al het ‘geld’, wat hij letterlijk in zijn handen geschoven krijgt. Maar de man weigert en geeft al het geld terug aan de presentator. Uiteindelijk wordt het decor gesloopt door de aanwezige mensen.
Moore werd aangehouden door de politie (wat ook in de video te zien is) en een uur lang vastgezet. Hij kon echter een arrestatie voorkomen. Fans van Rage Against the Machine probeerden na de opnamen de NYSE te bestormen, maar dat werd voorkomen doordat de deuren werden gebarricadeerd. Door alle commotie moest de NYSE om 3 uur 's middags haar deuren sluiten, twee uur voor de normale sluitingtijd. Aan het eind van de clip is de stem van de Republikein Gary Bauer te horen: a band called 'The Machine Rages On' - er - 'Rage Against the Machine', that band is anti-family and it's pro-terrorist…”.

## Tracklist

### Sleep Now in the Fire (EP) (Import)
1. "Sleep Now in the Fire"
2. "Guerrilla Radio (live)"
3. "Sleep Now in the Fire (live)"
4. "Bulls on Parade (live)"
5. "Freedom (live)"

### Sleep Now in the Fire (Single) (Import)
1. "Sleep Now in the Fire"
2. "Bulls on Parade (live)"
3. "Freedom (live)"
4. "Sleep Now in the Fire [(live)"

### Sleep Now in the Fire, Pt 1 (Single) (Import)
1. "Sleep Now in the Fire"
2. "Bulls on Parade (live)"
3. "Sleep Now in the Fire (live)"

of
1. "Sleep Now in the Fire"
2. "Guerrilla Radio (live)"
3. "Bulls on Parade (live)"
4. "Freedom (live)"
5. "Sleep Now in the Fire (live)"

### Sleep Now in the Fire, Pt 2 (Single) (Import)
1. "Sleep Now in the Fire"
2. "Guerrilla Radio (live)"
3. "Freedom (live)"
4. "Sleep Now in the Fire (video)"